# Ultra-Trail du Mont-Blanc

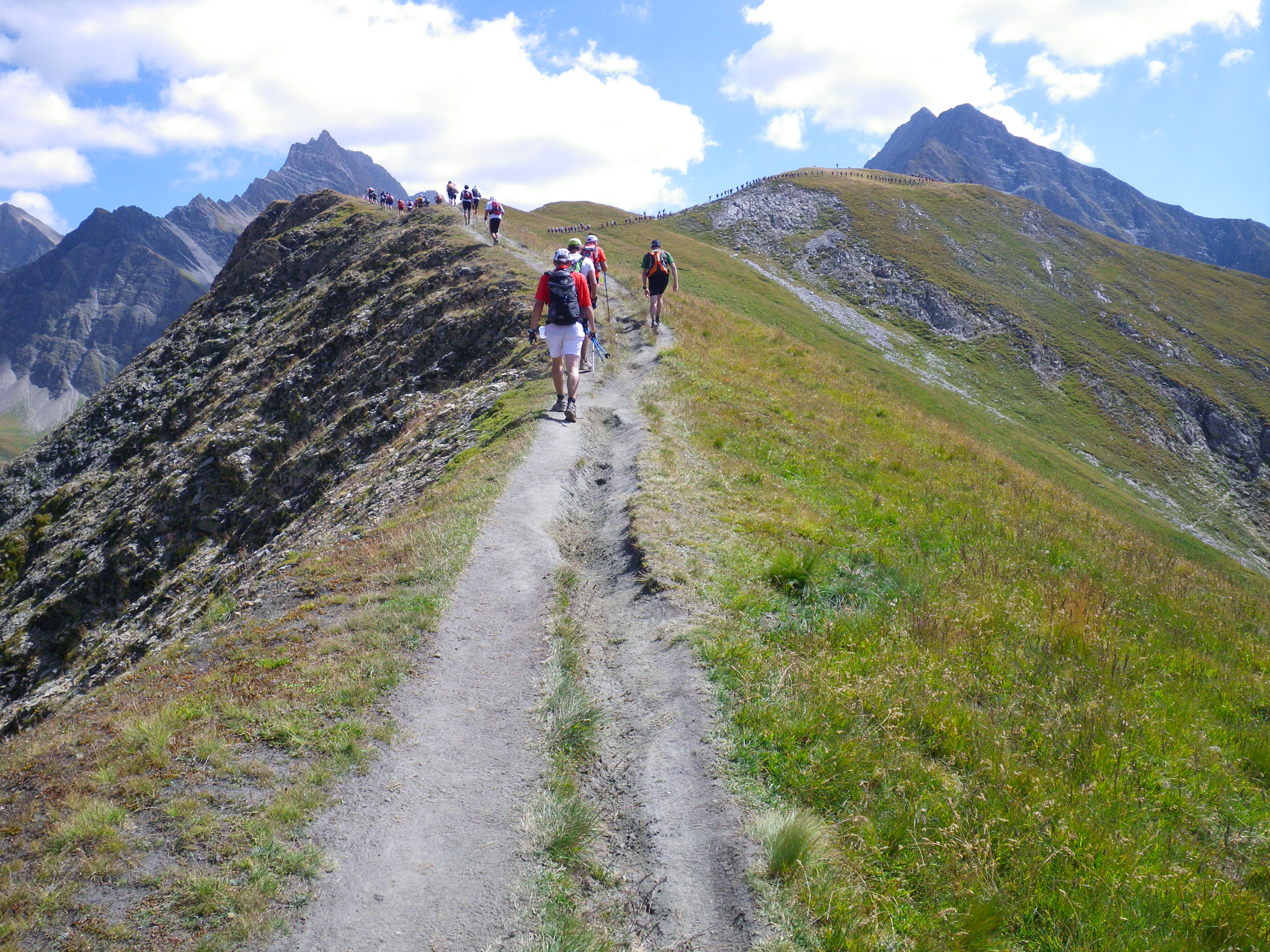
Závodníci na trase závodu v Alpách.

Ultra-Trail du Mont-Blanc (též UTMB) je horský ultramaraton, který se poprvé konal v roce 2003. Koná se jednou za rok v Alpách. Jeho trasa vede přes Francii, Itálii a Švýcarsko. Je dlouhý přibližně 176 km s celkovým převýšením kolem 10 000 m. Závod se běží bez přerušení. Někteří lidé se domnívají, že je nejtěžším ultramaratonem v Evropě. Zatímco nejlepší běžci zdolají závod za 20 hodin, většině běžců trvá dosažení cíle 30 až 45 hodin, přičemž velkou část závodu absolvují chůzí.
Od roku 2006 se v okolí pohoří Mont Blanc běží také závod Courmayeur–Champex–Chamonix a od roku 2009 i závod „Sur les Traces des Ducs de Savoie“.
Závody mají tyto charakteristiky:
- UTMB: UTMB: Ultra-Trail du Tour du Mont-Blanc (176.4 km + 9961 m)
- CCC: Courmayeur - Champex - Chamonix (101.6 km + 6062 m)
- TDS: Sur les Traces des Ducs de Savoie (148.6 km + 9349 m)
- OCC: Orsières - Champex - Chamonix (56 km +3,460 m)
- PTL: La Petite Trotte à Léon (300 km + 25 000 m)
- MCC: De Martigny-Combe à Chamonix (40 km +2,300 m)
- YCC: Youth Chamonix Courmayeur (15 km +1,100 m)

Závod je organizován sdružením s názvem Les trailers du Mont-Blanc. V roce 2005 bylo do akce zapojeno 600 dobrovolníků.
Běžci si s sebou nesou vybavení, minimálně je požadována nepromokavá bunda, teplé oblečení, jídlo a voda, píšťalka, aluminiová přikrývka pro přežití a baterka.

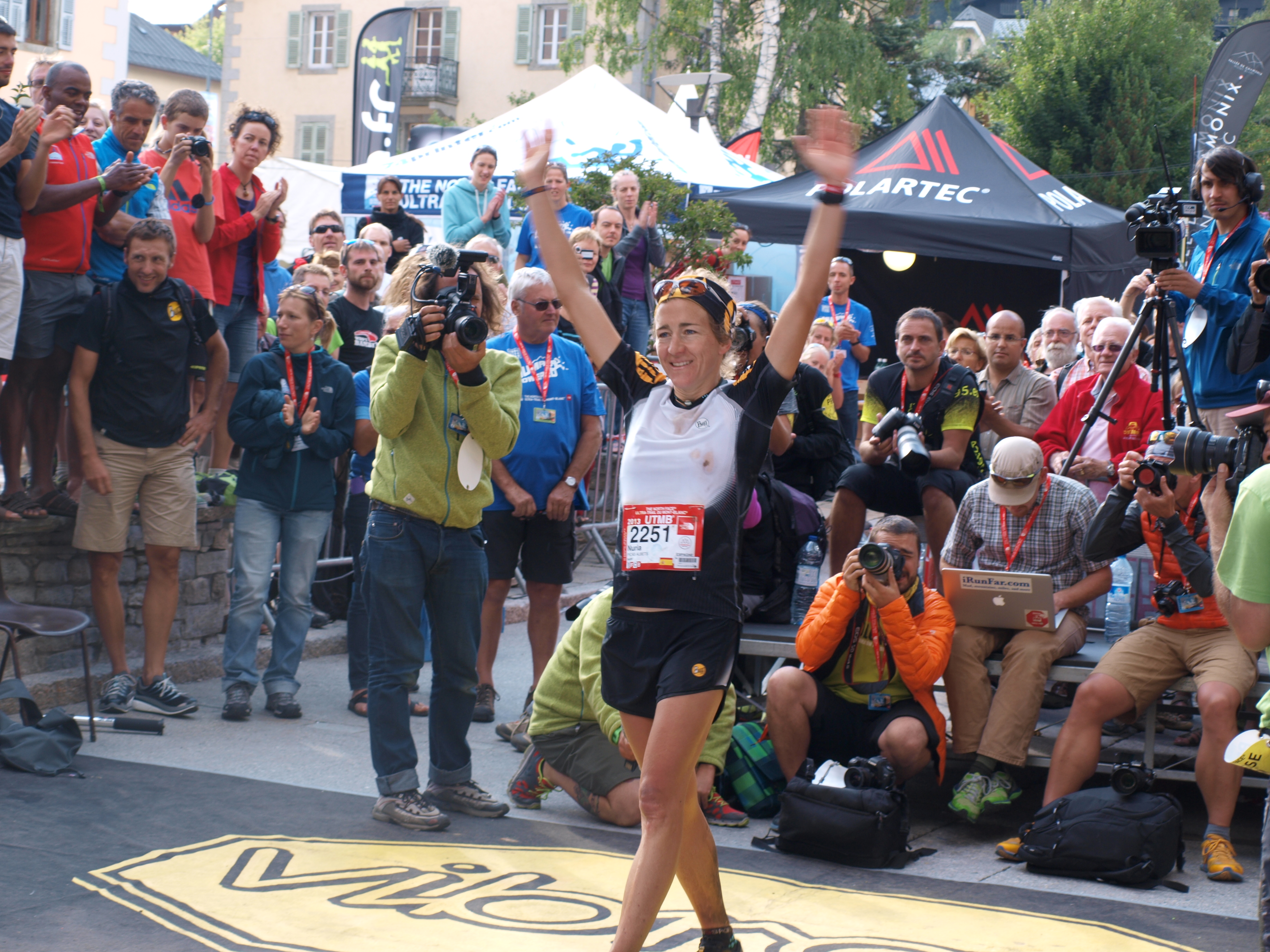
Núria Picas v cíli UTMB 2013.

Občerstvovací stanice jsou rozmístěny v intervalu 10 až 15 km. Čtyřmi hlavními základnami, kde běžci dostanou teplé jídlo a mohou využít lůžek a masáží, jsou Chamonix (Francie), Les Chapieux (Francie), Courmayeur (Itálie) a Champex (Švýcarsko). V Courmayeur a Champex si mohou běžci vyzvednout zásoby, které si sami připravili v Chamonix.
Běžci mají číslo obsahující magnetický odznak, který je načten na každém kontrolním stanovišti. Tato stanoviště jsou rozmístěna zhruba každých 15 kilometrů. Časy a žebříčky jsou k dispozici online a pomocí krátkých textových zpráv v reálném čase. Nad celou akcí bdí místní organizátoři, kteří také podporují solidaritu mezi běžci a chrání přírodu Alp.

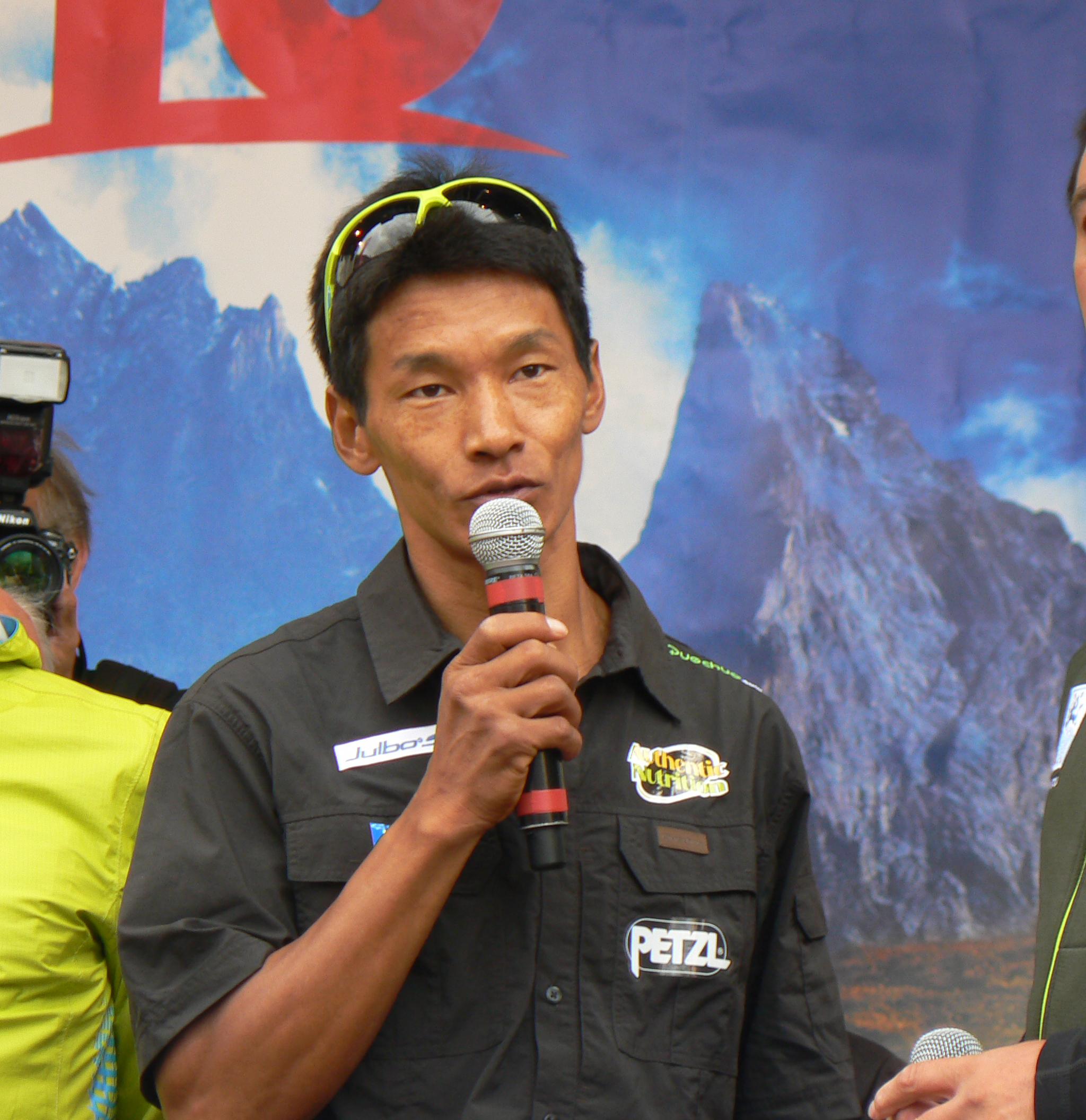
Dawa Sherpa, držitel traťového rekordu UTMB.

Trasa v podstatě kopíruje tradiční pochod okolo masivu Mont Blanc, který obvykle trvá 7 až 9 dnů. Jedná se o smyčku kolem pohoří Mont Blanc. Vychází z Chamonix (1035 m) a pokračuje až do Col de Voza (1653 m) přes Les Contamines (1150 m). Poté vystoupí na Croix du Bonhomme (2479 m) před sestupem do Les Chapieux (1549 m), kde je první základna. Cesta pak vede až do Col de la Seigne (2516 m), kde překročí italskou hranici, následuje hřeben Mont-Favre (2435 m) a před sestupem do Courmayeur (1190 m) druhá základna. Následuje stoupání do útočiště Bertone (1989 m) a Arnuva (1769 m) před dosažením nejvyššího bodu, Grand Col Ferret (2537 m), který také označuje hranici se Švýcarskem. Cesta jde do Praz de Fort (1151 m) přes La Fouly (1593 m) před dosažením třetí základny, Champex d'en Bas (1391 m). Poslední část obsahuje dvě poměrně nízké hřebeny Bovine (1987 m) a Les Tseppes (1932 m) a Trient (1300 m). Na sestupu do Vallorcine (1260 m) cesta vstoupí zpátky do Francie, kříží Argentière (1260 m) a vrací se do Chamonix.
Trasa se někdy z bezpečnostních důvodů mění. V roce 2007 byla trasa dlouhá 163 km a celkové převýšení činilo 8900 m.
Pro účast v závodě je nutné se kvalifikovat. V České republice to je nebo v minulosti bylo možné např. na těchto akcích: Krakonošova stovka, Týnišťské šlápoty, Pražská stovka, Hostýnská osma a Beskydská sedmička.